# Efe Akman
Efe Akman (* 20. März 2006 in Istanbul) ist ein türkischer Fußballspieler. Der Mittelfeldspieler steht bei Galatasaray Istanbul unter Vertrag.

## Familie
Efe Akmans Vater ist der frühere türkische Fußballer Ayhan Akman, sein Bruder Hamza und Cousin Ali sind ebenfalls Fußballspieler.

## Vereinskarriere
Akman kam mit Zehn Jahren in die Jugend von Galatasaray Istanbul. Nach sieben Jahren in der Jugend der Gelb-Roten, wurde der Mittelfeldspieler in die Erste Mannschaft berufen. In seiner ersten Saison bei den Profis kam Efe am 7. Januar 2024 zu seinem Süper-Lig-Debüt. Akman wurde beim 3:0-Heimsieg gegen Konyaspor in der Nachspielzeit für Halil Dervişoğlu eingewechselt.

## Nationalmannschaft
Von 2021 bis 2023 kam Efe Akman für die türkische U-16 und U-17 zum Einsatz. Seit 2023 gehört der Mittelfeldspieler zum Aufgebot der türkischen U-18.

## Erfolg
Galatasaray Istanbul
- Türkischer Meister (2): 2023/24, 2024/25
- Türkischer Fußballpokal: 2024/25